# Okset
Okset, okseten – organiczny związek chemiczny należący do nienasyconych związków heterocyklicznych. Okset zbudowany jest z czteroatomowego pierścienia, w skład którego wchodzą trzy atomy węgla, oraz jeden atom tlenu, który jest w pierścieniu heteroatomem. Okset można traktować jako pochodną cyklobutenu, w którym jeden z atomów węgla zastąpiono atomem tlenu.

## Otrzymywanie
2H-Okset można otrzymać poprzez fotochemiczną cyklizację akroleiny:

## Reakcje
- Redukując 2H-okset molekularnym wodorem na katalizatorze złożonym z palladu osadzonego na węglu aktywnym otrzymuje się nasycony oksetan[2].
- W temperaturze pokojowej, 2H-okset jest zdolny do samorzutnego otwarcia pierścienia przekształcając się w akroleinę[2].